# 自由之路
自由之路（英語：Freedom Trail）是一条红色（大部分是砖）标出的线路，经过波士顿市中心的16处重要的历史古迹。这条路长约4公里（2.5英里），从波士顿公园到查尔斯顿（Charlestown）的邦克山纪念碑（Bunker Hill Monument），颇受游客喜爱。其上会在沿线历史遗迹放置标记，除老南聚会所、老州议会大厦及保罗·热维尔故居需支付低额门票外，沿途的大部分景点均可免费或自愿捐款参观。自由之路是波士顿国家历史公园（Boston National Historical Park）的一部分，由自由之路基金会管理，其中的一部分已被列入较长的“波士顿港区步道”。
自由之路最初是当地记者威廉·斯科菲尔德（William Schofield）的设想，自1951年起他便提议用一条步行道来连接这些地标。波士顿市长约翰·海因斯决定采纳斯科菲尔德的建议。1953年时已有每年4万名游客沿着自由之路参观沿途古迹。
1974年在波士顿国家历史公园成立后，国家公园管理局在法尼尔厅一层设置了游客中心为参观者提供免费地图以及讲解服务。众多游客通过沿自由之路步行以了解美国从英国独立的历史。
一些人亦指出自由之路并未包括其他重要历史景点，例如波士顿倾茶事件所在地及自由之树。

## 沿途古迹
官方的自由之路历史古迹如下：
1. 波士顿公园（Boston Common）
2. 马萨诸塞州议会大厦（Massachusetts State House）
3. 公园街教堂（Park Street Church）
4. 谷仓墓地（Granary Burying Ground）
5. 国王礼拜堂（King's Chapel）
6. 国王礼拜堂墓地（King's Chapel Burying Ground）
7. 本杰明·富兰克林雕像及第一座公立学校波士顿拉丁学校（Boston Latin School）旧址
8. 老街角书店（Old Corner Bookstore）
9. 老南聚会所（Old South Meeting House）
10. 老州议会大厦（Old State House）
11. 波士顿屠杀遗址（Boston Massacre）
12. 法尼尔厅（Faneuil Hall）
13. 保羅·列维尔故居（Paul Revere House）
14. 老北教堂（Old North Church）
15. 考普山墓地（Copp's Hill Burying Ground）
16. 宪法号护卫舰（USS Constitution）
17. 邦克山纪念碑（Bunker Hill Monument）

黑人人權步道（Black Heritage Trail）在马萨诸塞州议会大厦和公园街教堂之间穿过自由之路。

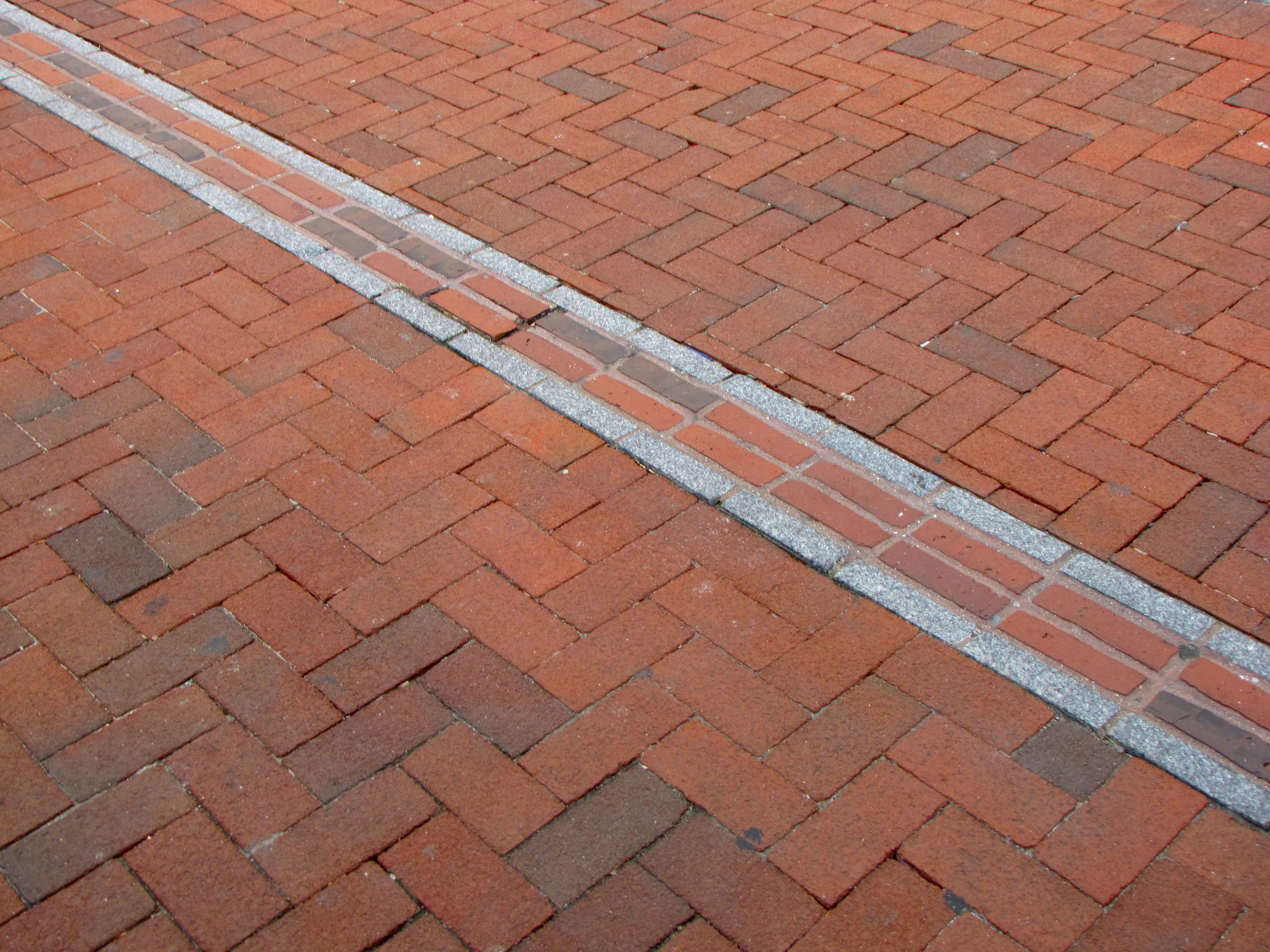
红砖路上的自由之路标记
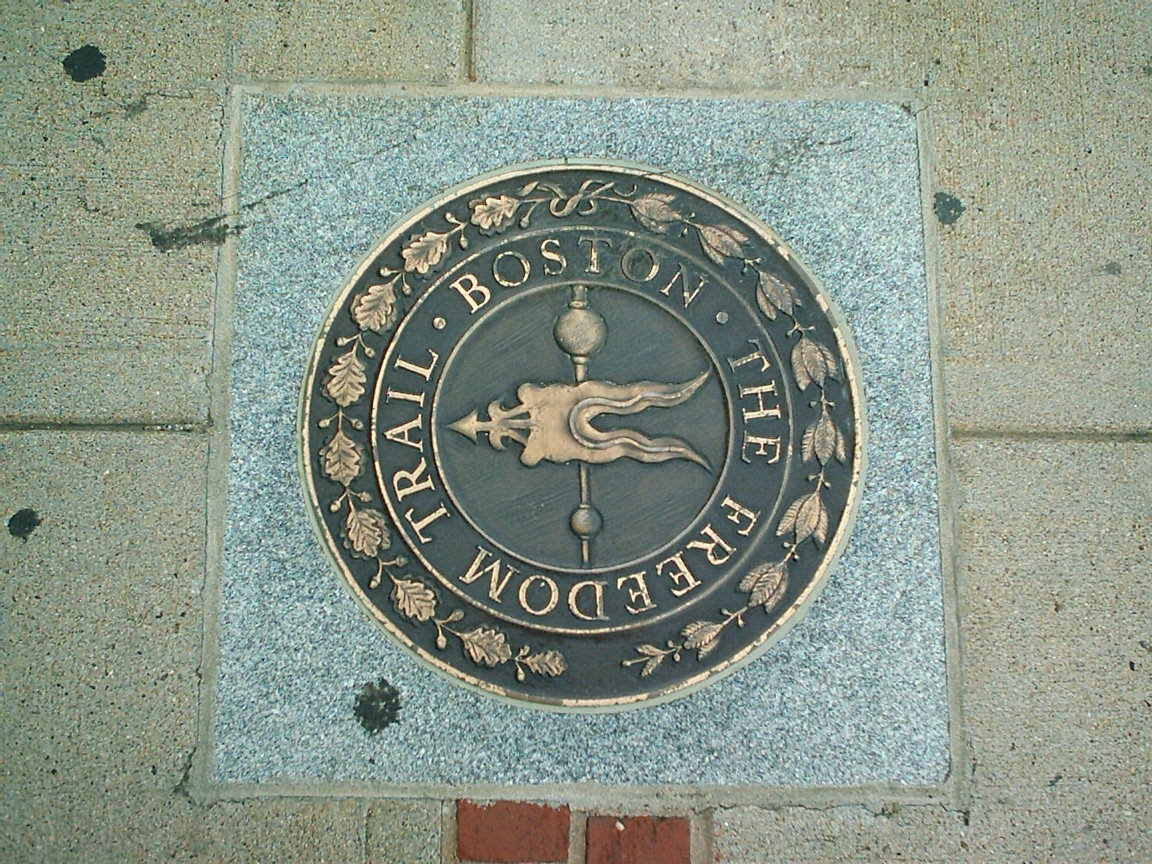
自由之路在邦克山纪念碑前的终点
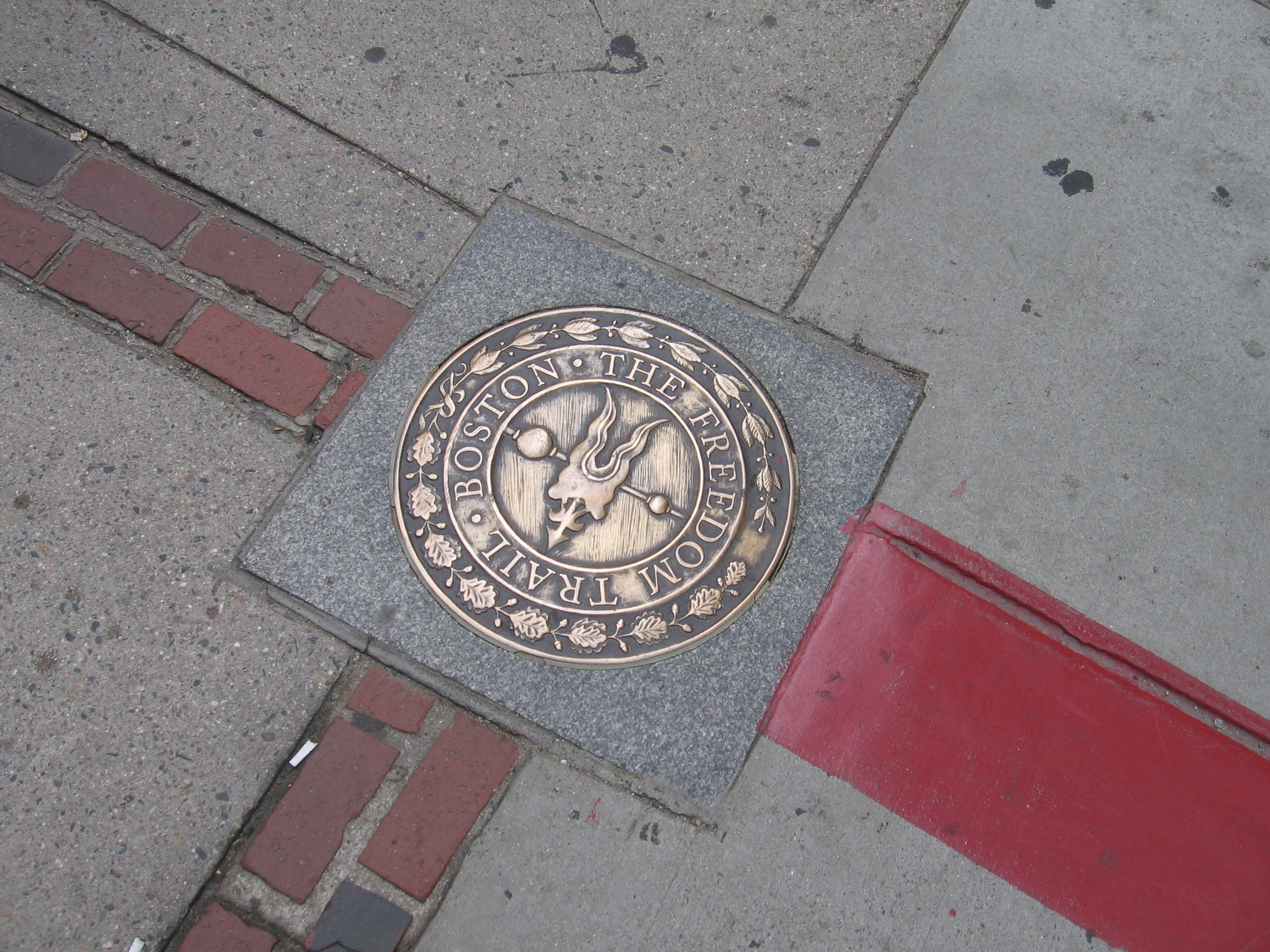
自由之路的古迹标志
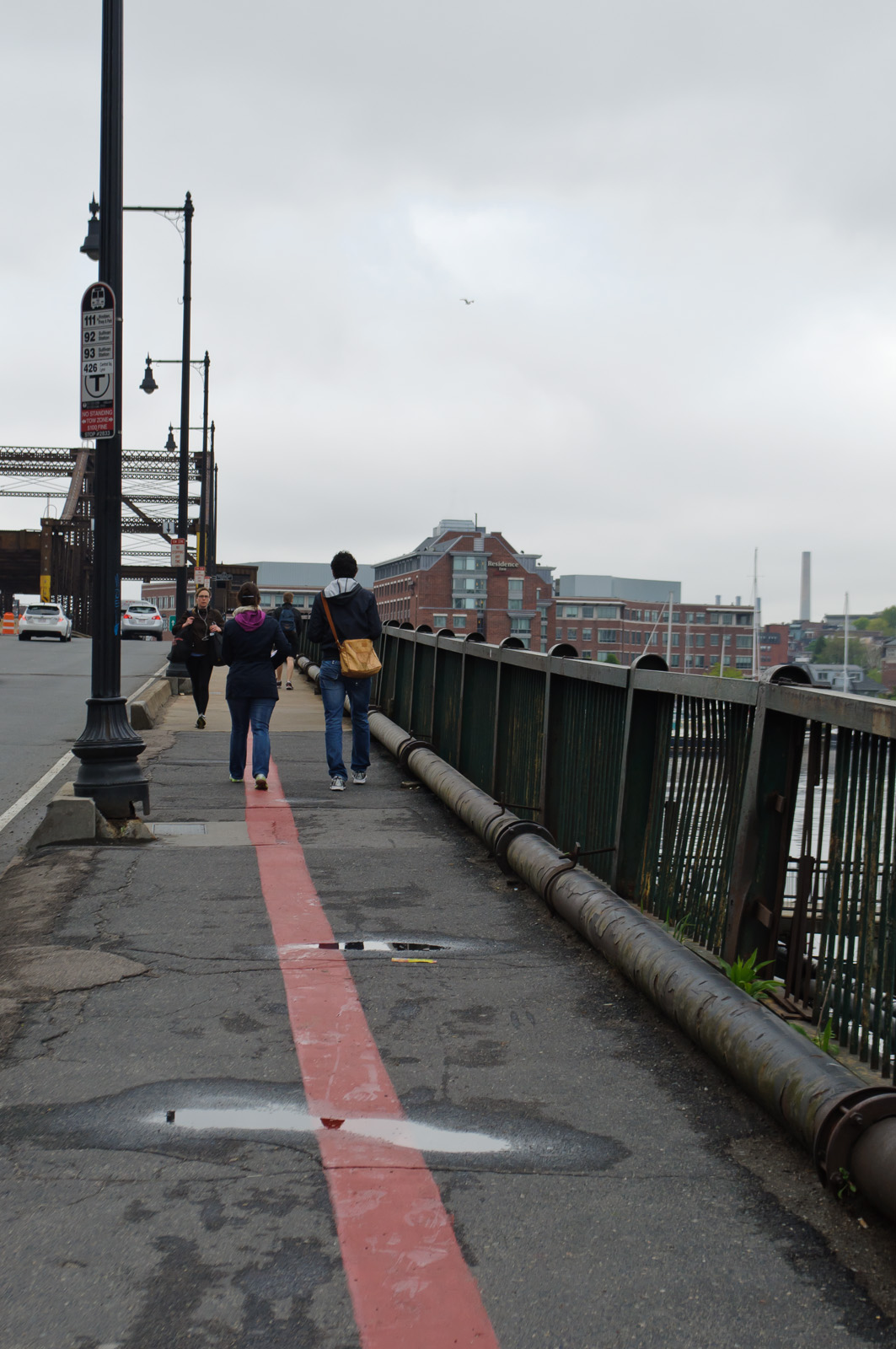
查尔斯顿桥上的自由之路标记

## 自由之路（臺灣）
臺北市議員何志偉為讓民眾與遊客能更了解臺灣邁向民主化的歷史，自2012年9月開始倡議參考美國波士頓自由之路經驗在臺北也設置自由之路，臺北市政府觀傳局、文化局民政局也承諾規劃。例如民政局於2017年4月7日言論自由日 (臺灣)當天進行「臺北市不可遺忘的自由之路」導覽。
臺灣版本的自由之路分為兩條路線(暫定，截至2017年4月仍在規劃中)，
1. 1920非武裝民主抗議路線[5]：蔣渭水紀念公園→臺北北警察署（現址：臺灣新文化運動紀念館）→靜修女中→大安醫院、臺灣民報、文化書局（現址：義美門市）→臺灣民眾黨本部→永樂町郵便局→永樂座→港町文史講堂
2. 探勘二二八事件事跡[6]：二二八國家紀念館→臺北二二八紀念館（前身：臺灣廣播電臺）→二二八和平紀念公園→中山堂→撫臺街洋樓（前身：《人民導報》報社）→彰化銀行臺北分行（前身：臺灣省專賣局臺北分局）→臺北法主公廟→天馬茶房→康樂醫院→三民書局→文山茶行